# Genelia D'Souza
Genelia D'Souza (Bombaim, 5 de agosto de 1987) é uma atriz indiana. Ela atuou em filmes falados em telugu, hindi, tâmil e canarês.

## Biografia
Embora D'Souza tenha dito que nasceu em Bombaim, há alguma controvérsia: outras fontes dizem que ela nasceu na Inglaterra. D'Souza é filha de Jeanette D'Souza, uma secretária e Neil D'Souza, um alto funcionário da Tata Consultancy Services (TCS). Sua família vem da comunidade católica de Mangalore, um grupo proeminente na Arquidiocese de Bombaim A alcunha dela é Geenu. Genelia D'Souza estudou na Apostolic Carmel High School em Bandra e mais tarde no St. Andrews College (Bandra) para obter o diploma em Administração de Empresas.

## Carreira
D'Souza fez sua estreia em Bollywood no ano de 2003. Seus primeiros filmes em hindi foram Tujhe Meri Kasam contracenando com Ritesh Deshmukh. Mais tarde ela saiu de Bollywood para atuar em filmes do sul da Índia. Ela obteve sucesso pela primeira vez num comercial da marca Parker Pen com Amitabh Bachchan e mais tarde fez um anúncio da Fair and Lovely na Copa do Mundo de Críquete de 2003 com Krishnamachari Srikkanth. Ela também fez parte do programa Mani Ratnam, Netru, Indru, Naalai. O diretor tâmil, Shankar, ficou muito impressionado com a performance de Genelia nos anúncios e a incluiu no elenco para o papel de protagonista no seu filme Boys, um grande sucesso em 2003.
Ela fez a sua estreia Telugu com Satyam e atuou em numerosos filmes que aumentaram sua fama no sul da Índia. Ela atuou em vários filmes de sucesso, tais como Happy, Samba e Sye. Ela em seguida fez par com o ator Venkatesh em Subhash Chandra Bose, que não obteve sucesso nas bilheterias. Seu segundo filme em hindi foi Masti, também contracenando com Ritesh. Este filme não obteve tanto sucesso.
Depois, D'Souza fez o papel de Haasini no filme telugu, Bommarillu, também estrelado por Siddharth Narayan. Este filme foi um dos maiores êxitos de sua carreira e lhe deu a aclamação do público e da crítica. Ganhou três prêmios por ele: o Filmfare Award por melhor atriz, entre outros. Sua personagem Haasini ganhou muitas resenhas e a tornou uma opção preferencial para os remakes de Bommarillu em outros idiomas. Ele foi refeito em tâmil como Santhosh Subramaniam no qual Genelia novamente fez o papel de heroína. Seu filme de estreia em canarês, Satya In Love rendeu 40 milhões de rúpias na semana de estreia e se tornou um recorde na indústria cinematográfica canaresa.
Ela novamente apareceu em Bollywood em Mere Baap Pehle Aap junto a Akshaye Khanna, com o qual obteve algum sucesso. Seu maior sucesso em Bollywood foi através do filme Jaane Tu Ya Jaane Na, no qual ela é a heroína no papel de Aditi Mahant. Seu papel foi amplamente admirado por sua doçura e pelo novo estilo de atuação. O filme também trouxe o estreanteImran Khan, sobrinho de Aamir Khan, como o herói. O filme estreou em 4 de julho de 2008, fazendo muito sucesso na Índia e no estrangeiro. A carreira de D'Souza no sul da Índia também continua com seu reconhecimento em Tollywood (a Bollywood de filmes em telugu). Seu último filme em telugu foi Ready, no qual ela contracena com o ator Ram, foi um grande sucesso. Ela agora é a embaixadora da marca Fanta, no lugar da atriz Rani Mukherjee. Ela também é a embaixadora da marca de chocolate Perk, no lugar da atriz Preity Zinta.

## Filmografia
| Ano  | Filme                | Papel           | Idioma  | Observações      |
| ---- | -------------------- | --------------- | ------- | ---------------- |
| 2003 | Tujhe Meri Kasam     | Anjali aka Anju | Hindi   |                  |
| 2003 | Boys                 | Harini          | Tâmil   |                  |
| 2003 | Satyam               | Ankitha         | Telugu  |                  |
| 2004 | Masti                | Bindhiya        | Hindi   |                  |
| 2004 | Sye                  | Indu            | Telugu  |                  |
| 2004 | Samba                | Sandhya         | Telugu  |                  |
| 2005 | Naa Alludu           | Gagana          | Telugu  |                  |
| 2005 | Sachein              | Shalini         | Tâmil   |                  |
| 2005 | Subash Chandra Bose  | Anitha          | Telugu  |                  |
| 2006 | Happy                | Madhumathi      | Telugu  |                  |
| 2006 | Raam                 | Lakshmi         | Telugu  |                  |
| 2006 | Bommarillu           | Hasini          | Telugu  |                  |
| 2006 | Chennai Kadhal       | Narmadha        | Tamil   |                  |
| 2007 | Dhee                 | Pooja           | Telugu  |                  |
| 2008 | Mr. Medhavi          | Swetha          | Telugu  |                  |
| 2008 | Satya In Love        | Veda            | Canarês |                  |
| 2008 | Santosh Subramaniam  | Hasini          | Tâmil   |                  |
| 2008 | Mere Baap Pehle Aap  | Sheekha Kapoor  | Hindi   |                  |
| 2008 | Ready                | Puja            | Telugu  |                  |
| 2008 | Jaane Tu Ya Jaane Na | Aditi Mahant    | Hindi   |                  |
| 2008 | King                 | Herself         | Telugu  | Cameo appearance |
| 2009 | Sasirekha Parinayam  | Sasirekha       | Telugu  |                  |
| 2009 | It's My Life         | Muskan Saxena   | Hindi   | Filming          |
| 2009 | Life Partner         | Sanjana         | Hindi   | Filming          |
| 2009 | Hook Ya Crook        | Priya Jaisingh  | Hindi   | Filming          |
| 2009 | Yahoo                | Sonia Sharma    | Hindi   | Filming          |
| 2009 | Katha                | Tanya/Natasha   | Telugu  | Filming          |
| 2009 | 7 Days In Paris      |                 | Hindi   | Filming          |

## Premiações
- Filmfare Award por melhor atriz em Bommarillu (Telugu), 2006
- Santosham Film Awards por melhor atriz em Bommarillu, 2006
- Nandi Special Jury Award por Bommarillu, 2006